# Tysons
Tysons is een plaats (census-designated place) in de Amerikaanse staat Virginia, en valt bestuurlijk gezien onder Fairfax County.
De plaats dient als voorstad van de Amerikaanse hoofdstad Washington. Na de suburbanisatie na de Tweede Wereldoorlog is de plaats sterk gegroeid en stond het bekend om zijn vele bedrijvenparken waar veel grote nationale bedrijven zich vestigden om een kantoor te hebben in de buurt van Washington. Vlak na de opening van het metrostation aan de Zilveren lijn in 2014 heeft het bestuur van het country besloten om de voormalige naam Tysons Corner ("Tysons hoek") te versimpelen tot alleen Tysons. 

## Demografie
Bij de volkstelling in 2000 werd het aantal inwoners vastgesteld op 18.540.

## Geografie
Volgens het United States Census Bureau beslaat de plaats een oppervlakte van
12,7 km², geheel bestaande uit land.

## Plaatsen in de nabije omgeving
De onderstaande figuur toont nabijgelegen plaatsen in een straal van 8 km rond Tysons Corner.